# Jinsei×Boku=
Albums de One Ok Rock
Zankyo Reference
(2011) 35xxxv
(2015)
Singles
1. The Beginning
Sortie : 22 août 2012
2. the same as...
Sortie : 15 décembre 2012
3. Deeper Deeper/Nothing Helps
Sortie : 9 janvier 2013
4. Clock Strikes
Sortie : 26 février 2013

Jinsei×Boku= (人生×僕=) est le sixième album studio du groupe de rock japonais One Ok Rock, publié le 6 mars 2013. Il a atteint la première place du classement hebdomadaire d'Oricon. Cet album a marqué le début du succès mondial de One Ok Rock en particulier après que le premier single, The Beginning, ait été sélectionné comme bande-son officielle dans l’adaptation filmique de Rurouni Kenshin. La chanson a atteint la 2e place du Billboard Japan Hot 100 et y est resté pendant 45 semaines. Le single Deeper Deeper/Nothing Helps a été utilisé dans le jeu DmC: Devil May Cry (Nothing Helps) et dans le spot publicitaire de la Suzuki Swift (Deeper Deeper).
Un DVD spécial livré avec l'album sorti en pré-commande limitée, consiste en une performance acoustique dans le studio de The Beginning et The Same As.

## Signification du titre
Le titre Jinsei Kakete Boku wa se traduit littéralement par La vie fois moi égale. Il signifie simplement La vie et moi.

## Contexte et développement
Après leurs deux premières nuits en direct à la Yokohama Arena, One Ok Rock a déclaré qu'ils "souhaitaient commencer à enregistrer un nouvel album". Des chansons comme The Beginning et Clock Strikes avaient été créées bien avant la sortie de Zankyo Reference. À la mi-2012, ils ont été invités à créer une chanson pour une nouvelle adaptation en direct du manga populaire Rurouni Kenshin. Le single The Beginning a été utilisé pour l'adaptation filmique.

## Liste des titres
| No  | Titre                                 | Musique                        | Durée |
| --- | ------------------------------------- | ------------------------------ | ----- |
| 1.  | Introduction〜Where idiot should go〜 | - Toru                         | 1:12  |
| 2.  | Ending Story??                        | - Taka - Toru                  | 4:15  |
| 3.  | ONION!                                | - Taka                         | 3:18  |
| 4.  | The Beginning                         | - Taka                         | 4:55  |
| 5.  | Clock Strikes                         | - Taka - Toru                  | 3:55  |
| 6.  | Be the light                          | - Taka                         | 5:39  |
| 7.  | Nothing Helps                         | - Taka - Toru - Tomoya - Ryota | 4:48  |
| 8.  | Juvenile                              | - Taka                         | 3:59  |
| 9.  | All Mine                              | - Taka                         | 4:36  |
| 10. | Smiling Down                          | - Taka - Toru                  | 4:25  |
| 11. | Deeper Deeper                         | - Tomoya - Ryota               | 3:35  |
| 12. | 69                                    | - Taka - Toru - Tomoya - Ryota | 4:37  |
| 13. | the same as...                        | - Taka                         | 4:36  |

## Classements

### Album
| Classement (2013)                 | Top position |
| --------------------------------- | ------------ |
| Albums japonais (Oricon)          | 2            |
| Albums japonais (Billboard Japan) | 2            |

### Singles
| Titre                         | Année | Top positions | Top positions |
| Titre                         | Année | JPNOricon     | JPNBillboard  |
| ----------------------------- | ----- | ------------- | ------------- |
| "The Beginning"               | 2012  | 5             | 2             |
| "the same as..."              | 2012  | —             | 52            |
| "Deeper Deeper/Nothing Helps" | 2013  | 2             | 3             |
| "Clock Strikes"               | 2013  | —             | 27            |

## Interprètes
- Takahiro "Taka" Moriuchi : chant
- Tōru Yamashita : guitare
- Ryota Kohama : basse
- Tomoya Kanki : batterie, percussions